# Andrea Norheim
Andrea Norheim (Stavanger, 30 gennaio 1999) è una calciatrice norvegese, attaccante dell'HB Køge.

## Carriera

### Club
Andrea Norheim cresce in una famiglia di sportivi; il padre Stig Norheim, vincitore di una Norgesmesterskapet, la coppa di Norvegia, con il Byrne nel 1987, trasmette a lei e al fratello Sondre la passione per il calcio, mentre la madre, Monica Penne Norheim, è tre volte campionessa norvegese di atletica leggera.
A 14 anni si tessera con il Byrne giocando nelle sue formazioni giovanili, passando al Klepp l'anno seguente, giocando in una formazione interamente femminile sia nel campionato giovanile che in Toppserien, massimo livello del campionato norvegese, nel corso della stagione 2014.
Norheim rimane con la società dell'omonima cittadina della contea di Rogaland per due stagioni e mezza, con il miglior risultato il sesto posto conseguito in Toppserien 2015, scendendo in campo in 19 occasioni e siglando 4 reti.
Nel febbraio 2016 coglie l'occasione offertale dall'Olympique Lione per sottoscrivere un contratto per giocare nel suo primo campionato estero, il D1, livello di vertice del campionato francese, dalla stagione 2016-2017 e dove trova la connazionale Ada Hegerberg.
Nel corso della sosta natalizia della stagione 2017-2018 ha lasciato l'Olympique Lione per trasferirsi al Piteå IF, partecipante al campionato di Damallsvenskan, massima serie del campionato svedese, società con cui al termine del campionato 2018 vince il suo primo titolo di Campione di Svezia.

### Nazionale
Grazie alle sue prestazioni in campionato, Andrea Norheim inizia ad essere convocata dalla Norges Fotballforbund, la federazione calcistica nazionale, per vestire le maglie delle giovanili, inizialmente nelle Under-15 nel 2014, per passare poi alle Under-16 l'anno successivo.
Sempre nel 2015 il responsabile tecnico della formazione Under-17 Lena Tyriberget decide di inserirla in rosa facendola debuttare l'11 aprile al Voithplatz di Vienna, rilevando al 41' Susanne Oliver Haaland durante l'incontro vinto per 3-2 con le avversarie pari età dell'Austria e valido per la fase Élite di qualificazione agli Europei di categoria di Islanda 2015. Da allora resta una presenza fissa nella squadra, contribuendo alla qualificazione della Norvegia alla fase finale. Tyriberget la schiera nuovamente nella formazione Under-17 che affronta le qualificazioni a Bielorussia 2016, condividendo con le compagne il superamento delle due fasi iniziali e l'accesso alla fase finale, conquistando alla fine del torneo la semifinale del 16 maggio 2016 persa sul terreno del Traktor Stadium di Minsk con le avversarie dell'Inghilterra.
Nel 2016 viene convocata nella formazione Under-19 che partecipa alle qualificazioni agli Europei Under-19 di Irlanda del Nord 2017.

## Palmarès

### Club

#### Competizioni nazionali
- Campionato danese: 1

HB Køge: 2021-2022
- Campionato svedese: 1

Piteå: 2018
- Campionato francese: 1

Olympique Lione: 2016-2017
- Coppa di Francia: 1

Olympique Lione: 2016-2017

#### Competizioni internazionali
- UEFA Women's Champions League: 1

Olympique Lione: 2016-2017